# Rafael Alberti

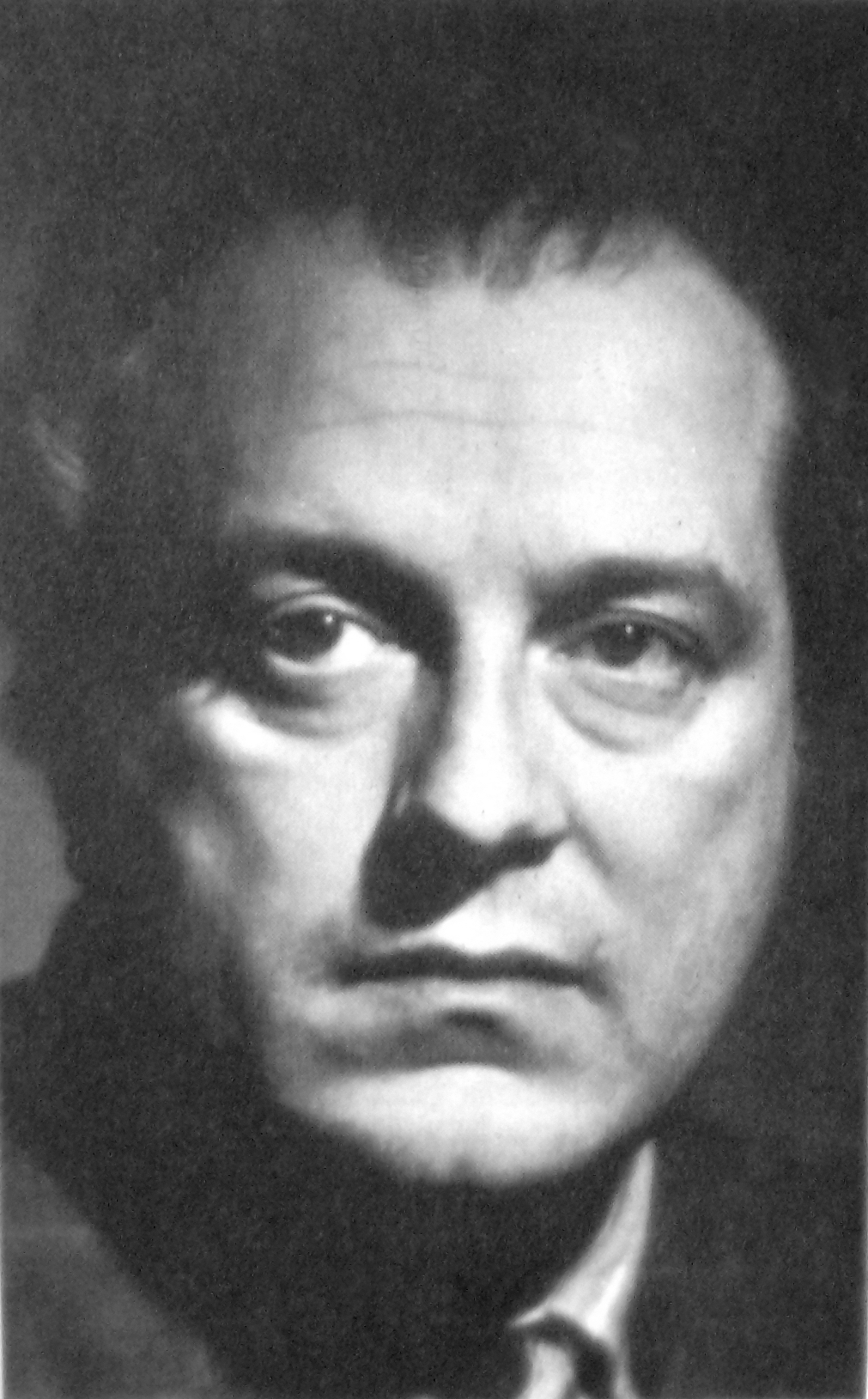
Rafael Alberti

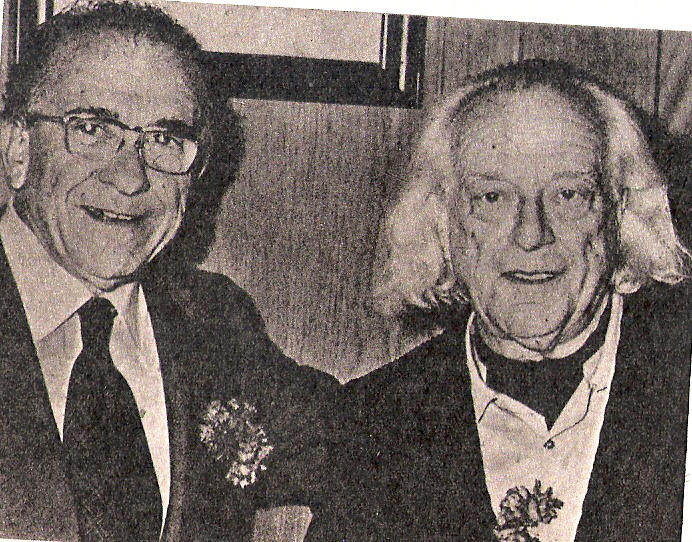
Rafael Alberti (zprava) se španělským politikem, Santiagem Carrillem.

Rafael Alberti Merello (16. prosince 1902 El Puerto de Santa María (Cádiz) – 28. října 1999 tamtéž) byl spisovatel ze španělské Andalusie, známý především pro svou poesii; držitel mnoha literárních cen.

## Život
Jeho otcem byl Augustín Alberti a matkou María Merello. Byl pátým ze šesti bratrů a vnukem kupců italského původu, dodavatelů evropského zboží.
Začínal jako malíř. V roce 1917 se přestěhoval se svou rodinou do Madridu, kde se zabýval kopírováním maleb v muzeu Prado (El Museo del Prado). Po prvním období, kdy se učil malbě, se představil v sále „Salón Nacional de Otoño“ (Národní podzimní galerie) a zahajuje svou první výstavu obrazů a kreseb v Ateneu. Představuje se i v Rezidenci studentů, kde se seznamuje s Generací 27 (v poezii sem patří mimo jiné Federico García Lorca, Dámaso Alonso, Gerardo Diego, Pedro Salinas, Jorge Guillén, Emilio Prados, Manuel Altolaguirre, Luis Cernuda, Vicente Aleixandre a Miguel Hernández), intelektuálním hnutím, představeném v Seville roku 1927 při příležitosti třístého výročí úmrtí Luise de Góngory.
V roce 1924 Alberti obdržel Národní cenu za svou první publikovanou knihu, Námořník na zemi (Marinero en tierra), po níž se definitivně rozhodl pro poezii, ačkoliv výtvarnému umění se věnovat nepřestal. Počátkem třicátých let se přiklonil k marxismu a vstoupil do Komunistické strany Španělska. V roce 1939 po vítězství generála Franca emigroval do Argentiny, kde strávil čtyřiadvacet let; dalších patnáct let žil v Itálii. Do Španělska se vrátil 27. dubna 1977 se slovy „Opustil jsem vlast se zaťatou pěstí, a vracím se, nabízeje vám otevřenou ruku jako gesto smíru mezi všemi Španěly“. Obdržel mnoho cen a uznání, mezi nimi např. Leninovu cenu míru v roce 1966. V roce 1983 mu připadla i významná Cervantesova cena, nejvyšší uznání pro španělsky píšící spisovatele. V roce 1987 rada Cádizu ustanovila v Albertiho rodném městě nadaci, která nese jeho jméno a pod jejíž křídla se přestěhovala velká část jeho osobního archívu. Byl dvakrát ženat, poprvé se spisovatelkou Maríou Teresou Leónovou, a podruhé s Marií Asunción Mateovou, která ho v posledních letech reprezentovala. Skonal okolo půl jedné ráno 28. října 1999 ve svém rodišti, městě El Puerto de Santa María.

## Výběrová bibliografie
Poezie
- Marinero en tierra (Námořník na zemi), 1925
- La amante (Milenka), 1926
- El alba del alhelí (Levkoje v úsvitu), 1927 – všechny tři spojují lidovou inspiraci s avantgardními výboji
- Cal y canto (Vápno a kámen), 1929 – silná inspirace španělským barokem
- Sobre los ángeles (O andělech), 1929 – považovaná za jeho vrcholnou básnickou sbírku
- Sermones y moradas (Kázání a příbytky), 1930 – tato a předchozí sbírka jsou inspirovány surrealismem
- Consignas (Hesla), 1933
- 13 bandas y 48 estrellas (Třináct pruhů a čtyřicet osm hvězd), 1935
- El poeta en la calle (Básník na ulici), 1936
- De un momento a otro (Na přelomu), 1937
- Capital de la gloria (Hlavní město slávy), 1938 – sbírky politické poezie
- Entre el clavel y la espada (Mezi karafiátem a mečem), 1941
- Pleamar (Příliv), 1944
- A la pintura (Na malířství), 1948
- Retornos de lo vivo lejano (Návraty dalekého života), 1952
- Coplas de Juan Panadero (Popěvky Jeníka Pekaře), 1954
- Baladas y canciones del Paraná (Balady a písně od řeky Paraná), 1954
- Sonríe China (Směj se, Číno), 1961
- La primavera de los pueblos (Jaro národů), 1961
- Abierto a todas horas (Otevřeno stále), 1964
- Roma, peligro para caminantes (Řím, nebezpečný pro chodce), 1968
- Canciones del alto valle del aniene (Písně vysokého údolí řeky Aniene), 1972
- Los 5 destacagados, 1978
- Nuevas coplas de Juan Panadero (Nové popěvky Jeníka Pekaře), 1979
- Fustigada luz (Šlehané světlo), 1980
- Los hijos del drago y otros poemas (Dračí děti a jiné básně), 1986
- Golfo de sombras (Záliv stínů), 1986
- Accidente. Poemas del hospital (Nehoda. Básně z nemocnice), 1987
- Cuatro canciones (Čtyři písně), 1987
- Canciones para Altair (Písně pro Altair), 1989

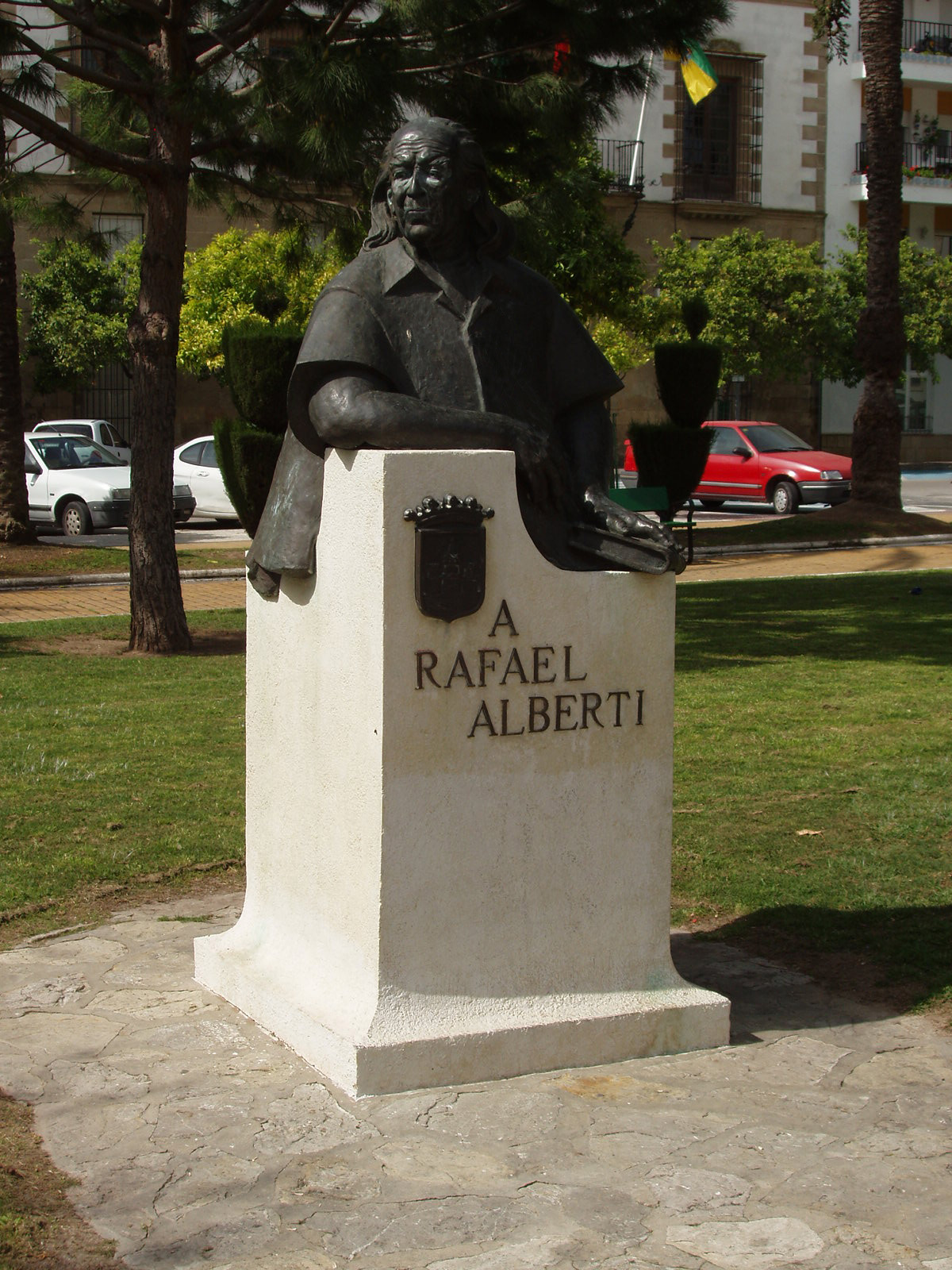
Rafael Alberti en El Puerto de Santa María.

Výbor z Albertiho sbírek do roku 1955 vyšel v češtině v překladu Lumíra Čivrného pod názvem Čiré jako voda v SNKLHU v Praze roku 1957. Mezi další překladatele Albertiho poezie patří například Pavel Šrut.
Divadelní hry
- El trébol florido (Rozkvetlý jetelíček), 1940
- El adefesio (Nesmysl), 1944
- La gallarda (Půvabná), 1945

Alberti psal rovněž prózu a studie.

## Vyznamenání
- Řád José Martího – Kuba, 1991[1]